# Dolega
Dolega is een stad en gemeente (in Panama un distrito genoemd) in de provincie Chiriquí in Panama. In 2015 was het inwoneraantal 26.500.
De gemeente bestaat uit devolgende acht deelgemeenten (corregimiento): Dolega (de hoofdplaats, cabecera), Dos Ríos, Los Algarrobos (sedert 2002), Los Anastacios, Potrerillos, Potrerillos Abajo, Rovira en Tinajas.